# Благотворително дружество „Дъмбени“
Благотворителното дружество „Дъмбени“ е неполитическа организация на македонски българи, бежанци от костурското село Дъмбени в Торонто, Канада.
Първоначално Дъмбенското дружество е създадено в Гери, Индиана, САЩ, а по-късно е преименувано на името на Лазар Поптрайков. През 1940 година членове на това братство се отцепват и основават собствена организация под името Дъмбенско селско спомагателство дружество „Лазар Поптрайков“. Днес то продължава да съществува, а една от инициативите му е поддържането на собствена ферма „Дъмбенско село“.